# دائرة كمومية
الدائرة الكمومية (بالإنكليزية: quantum circuit) هو مصطلح يستعمل في مجال في نظرية المعلومات الكمومية، هو نموذج لجهاز حساب كمومي يعمل على أساس سلسلة من البوابات الكمومية المنطقية التي هي تحولات انعكاسية لجهاز تناظري ميكانيكي من عدد ن من البيتات في مسجل المعالج والذي يماثل  الهيكل يشار إليه بالـ مسجل ن كوبيت.

## البوابات المنطقية العكسية التقليدية
البوابات المنطقية في علم الكمبيوتر الكلاسيكية، وغيرها من البوابات العاكسة، لا يمكن عكسها. وهكذا، مثلا، فإنه في حالة بوابة الاقتران لا يمكن استخراج بتتي الإدخال من بتة الإخراج.  على سبيل المثال، إذا كان الناتج بت 0, نحن لا يمكن أن أقول من هذا ما إذا كان إدخال بت 0,1 أو 1,0 أو 0,0.

## البوابات المنطقية الكمومية
لتعريف البوابات الكمومية نحتاج أولا إلى تحديد ناتج استبدال n من البتات. فإن الكم النسخة الكلاسيكية نبت الفضاء {0,1}n هو فضاء هلبرت:
{\displaystyle H_{\operatorname {QB} (n)}=\ell ^{2}(\{0,1\}^{n}).}
تسمى معاملات هذه المعادلة n-كيوبت. بعكس البوابات المنطقية التقليدية، فيمكن عكس البوابات المنطقية الكمومية. وبالعادة، يتطلب العمل بالبوابات المنطقية الكمومية قيم لـn صغيرة.

## للاستزادة
- ميكانيك الكم
- بت كمومي
- نظام IBM كوانتم سيستم ون
- حوسبة ضوئية
- نظرية الألعاب الكمومية
- خط زمني للحوسبة الكمومية